# Tantilla deppei
Tantilla deppei (багатоніжкова змія Деппе) — вид змій родини полозових (Colubridae). Ендемік Мексики. вид названий на честь німецького натураліста Фердінанда Деппе.

## Поширення і екологія
Багатоніжкові змії Деппе мешкають на півночі Морелоса, на північному заході Оахаки, в Мехіко і Герреро. Вони живуть в первинних і вторинних сосново-дубових лісах і рідколіссях. Відкладають яйця.